# 上海市人民政府驻武汉办事处
上海市人民政府驻武汉办事处，简称上海驻汉办，是上海市人民政府派驻中国中部地区的常设办事机构，归口上海市人民政府办公厅管理，是上海市加强同中国中部地区各省之间政治、经济、科技交流协作的重要渠道，办事处下设秘书处与业务处两个职能部门，机关办公地点为武汉市汉口澳门路141号。

## 联系区域
目前，上海市人民政府驻武汉办事处负责联系湖北省、湖南省、河南省、安徽省、江西省，促进上海与上述地区的经济合作交流。上海驻汉办推动上海与各地在农业、科技、文化、教育、人才、旅游等领域的合作与交流，开展与对口支援地区结对帮困活动，加强对鄂湘豫皖赣五省上海商会工作的指导，发挥对驻地企业的服务指导作用。

## 组织结构

### 内设机构
- 秘书处
- 业务处

### 驻汉企业
| - 武汉紫江包装有限公司 - 武汉昂立商贸有限责任公司 - 武汉好美家装潢建材有限公司 - 申银万国证券公司湖北总部 - 武汉上海电器公司 - 上海大众汽车销售有限公司中南销售服务中心 - 上海家化联合公司武汉公司 - 武汉光明乳品有限公司 - 上海航空公司武汉营业部 - 上海医药股份有限公司驻汉办 - 上海三菱电梯有限公司湖北分公司 - 武汉施乐商务有限责任公司 - 上海白猫有限公司武汉分公司 - 上海邀请电子商务有限公司武汉分司 - 上海柴油机股份有限公司武汉办事处 - 上海意豪装饰材料有限公司驻汉办 | - 上海海欧驻汉办 - 冠生园（集团）有限公司武汉分公司 - 上海国际港务集团公司驻汉办 - 神汉出租车公司 - 联合开利（上海）空调有限公司驻汉办 - 武汉正广和网上购物有限公司 - 上海宝信软件股份有限公司驻汉办 - 武汉复地房地产有限公司 - 上海百姓装潢武汉分公司 - 上海集海航运公司汉办 - 上海汇丽（集团）驻汉办 - 上海高科诚华电子工程有限公司驻汉办 - 上海力新实业有限公司驻汉办 - 中铁通号上海工程公司鄂豫区域分公司 - 武汉（沪）春秋国际旅行社 - 安吉汽车物流有限公司武汉库 | - 文汇报湖北记者站 - 浦东孙桥现代农业温室工程技术公司驻汉办 - 上海浦发银行武汉分行 - 大通国际运输有限公司湖北分公司 - 上海建设路桥机械设备有限公司驻汉办 - 中国（上海）武汉恩佩丝旅游有限公司 - 武汉港集箱有限公司 - 上海申联武汉中南橡胶有限公司 - 汉正街万峰房地产公司 - 华东建筑设计研究院武汉办 - 海怡锦江大酒店 - 武汉大华房地产有限公司 - 武汉江申汽车饰件有限公司 - 上海凯普狄诺服饰公司武汉分公司 - 上海国福龙凤食品公司 - 湖北三环海通汽车有限公司 |